# Даймоний

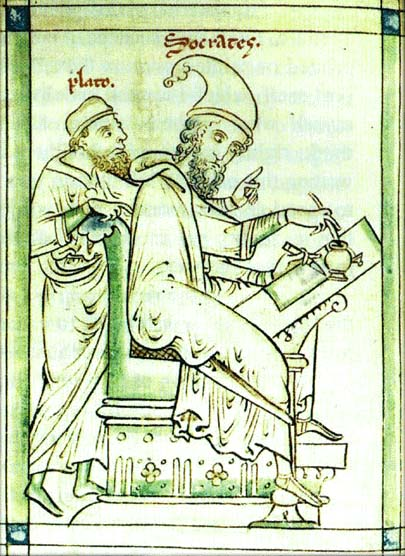
Сократ и Платон. Миниатюра XIII века

Даймо́ний (также даймон, от греч. δαιμόνιον — «божественное») — философское понятие, известное, прежде всего, по письменному наследию учеников Сократа — Платона и Ксенофонта — и означающее внутренний голос, который в решающий момент предостерегает и таким образом удерживает от предприятия, в котором сокрыта опасность для телесного или морального благополучия. Отдельные обладающие даймонием люди, выступающие в качестве советчиков, способны предлагать рациональные решения в общих интересах. Это качество воспринималось в древней Греции как нечто божественное. У ученика Сократа, Ксенофонта, даймоний причисляется к искусству предсказания, другой его ученик Платон толковал даймоний как совесть.
В диалоге «Федон» (см.) Платон рассказывает, что после смерти, дух-покровитель даймон сопровождает душу умершего на суд.
Даймоний был описан в нескольких сочинениях Плутарха, прежде всего — в «О даймонии Сократа». В своей биографии Нумы Плутарх называет Залевка, Зороастра, Миноса, Нуму и Ликурга как людей, к которым являлось божество, то есть обладавших даймонием.
По мнению философа науки Эдгара Цильзеля, понятие «даймоний» схоже с понятием гения в римской культуре: оба эти понятия представляют собой развитие примитивно-анимистических представлений о душе и веры в духов.